# 2017 في الولايات المتحدة

علم الولايات المتحدة.

## الأحداث

### يناير
- 20 يناير - في الساعة 12:00 مساءً بتوقيت شرق الولايات المتحدة، تنتهي ولاية باراك أوباما الثانية والأخيرة باعتباره الرئيس ال44 للولايات المتحدة وسوف يخلفه دونالد ترامب (باعتباره الفائز في انتخابات 2016) كرئيس للولايات المتحدة الأمريكية الخامس والأربعون ويستلم مهام منصبه.[1]